# Westerhausischer Abschied
Als Westerhausischer Abschied wird das Ergebnis von Verhandlungen zwischen der Stadt Magdeburg und den Ständen des Erzstiftes Magdeburg sowie des Bistums Halberstadt während des Schmalkaldischen Kriegs bezeichnet. Die Verhandlungen erfolgten 1548 und 1550 im heute zu Magdeburg gehörenden Stadtteil Westerhüsen, welches in den entsprechenden Urkunden als Westerhausen bezeichnet wurde, woraus sich die Benennung ableitet.

## Geschichte
Nach der Niederlage der protestantischen Seite in der Schlacht bei Mühlberg am 24. April 1547 leisteten am 25. August 1548 die katholischen Stände des Erzstiftes Magdeburg und des Bistums Halberstadt auf dem Landtag zu Halle (Saale) dem vom Kaiser wieder eingesetzten Erzbischof Johann Albrecht die Huldigung. Der Schmalkaldische Krieg war faktisch beendet, nur einige protestantische Städte, zuvorderst Magdeburg, waren nicht bereits sich dem katholischen Kaiser zu unterwerfen. Die Stände forderten die protestantische Stadt Magdeburg auf ihm ebenfalls zu huldigen und sich zu versöhnen. Die Stadt war vom Kaiser am 27. April 1547 in Acht gelegt worden. Magdeburg wurde aufgefordert am 15. September 1548 zwei Deputierte nach Staßfurt zu schicken, um in entsprechende Verhandlungen einzutreten. Tatsächlich fanden dort erste Verhandlungen statt. Die Magdeburger entsandten Ratsherr Hans Sivert und Stadtsekretär Heinrich Merkel. Begleitet wurden die beiden jedoch von 34 Pferden und 8 bis 9 Wagen mit Hakenschützen. Die Magdeburger Gesandtschaft wurde in dem der Stadt gehörenden Schloss Neugattersleben untergebracht.
Die Verhandlungen wurden dann am 15. Dezember 1548 im südlich von Magdeburg gelegenen Westerhüsen fortgesetzt. Als Tagungsort wird nicht die zu der Jahreszeit eher kalte Sankt-Stephanus-Kirche, sondern der Gemeindekrug des Dorfes angenommen. Auf Seiten der Stände nahmen drei Gesandte der Ritterschaft und zehn Deputierte aus den Städten Halle (Saale), Halberstadt, Aschersleben, Salze und Staßfurt teil. Magdeburg wurde durch drei Bürgermeister, dem Regierenden, dem Alten und dem Oberalten nämlich Heine Alemann, Hans Alemann und Thomas Keller vertreten. Darüber hinaus gehörten noch der Syndikus Levin von Emden, Ludwig Alemann sowie zwei weitere Ratsmitglieder und ein Sekretär der Magdeburger Delegation an.
Die ständischen Deputierten forderten von Magdeburg die Übergabe der von der Stadt in erheblichen Umfang besetzten Schlösser und Ämter des Erzbischofs. Die Magdeburger erklärten hierzu bereit zu sein, soweit ihnen annehmbare Artikel beim Kaiser gewährt würden, die ihnen die Religionsfreiheit und ihre städtischen Privilegien sicherten. Darüber hinaus forderten die Magdeburger, dass sie in den Gebieten der Stifte frei handeln und wandeln können, sie wollten sich dann gegen ihre Obrigkeit alles billigen Gehorsams und auf christliche, leidliche und trägliche Konditionen was ihnen möglich der Gebühr verhalten. Im engeren Sinne wird dieses Verhandlungsergebnis und seine im Staatsarchiv noch unter der Signatur Rep. A2, N. 618 vorhandene schriftliche Dokumentation vom 16. Dezember 1548 als Westerhausischer Abschied bezeichnet.
Der Rat der Stadt Magdeburg wurde dann zum 25. März 1549 vom erzbischöflichen Hauptmann zu Alsleben, Heinrich von Krosigk nach Neugattersleben geladen, damit er auf die in Westerhüsen unterbreiteten Vorschläge antworte. Magdeburg entsandte den Stadtsekretär. Der entschuldigte die Verzögerung mit den erforderlichen wichtigen Beratungen in den Religionsangelegenheiten und verwies zugleich auf Veränderungen in der Zusammensetzung des Ratsstuhles. Er erklärte, dass Magdeburg die auf dem Landtag zu Leipzig am 21. Dezember 1548 übergebenen Religionsartikeln, das Leipziger Interim nicht annehmen könne. Sie seien nicht der Schrift gemäß und es wäre Menschensatzung mit eingemischt. Das Volk würde dadurch zum Papsttume verführt.
In der folgenden Zeit wurde die vom Kaiser geächtete Stadt Magdeburg häufig von Feinden angegangen, worauf die Stadt mit Vergeltungsmaßnahmen im zu den Stiften gehörenden Umland reagierte. Die erzbischöflichen Stifte wollten den Krieg beenden. Graf Johann Georg von Mansfeld und Heinrich von Krosigk luden die Magdeburger für den Mittwoch der Karwoche 1550, den 9. April 1550, nach Westerhüsen. Mit starker militärischer Begleitung trafen die Magdeburger in Westerhüsen ein. Die Positionen erwiesen sich im Verhältnis zur ersten Verhandlung in Westerhüsen weitgehend unverändert. Als Bedingung für die Rückgabe der erzbischöflichen Schlösser und Ämter forderten die Magdeburger, dass man der Stadt aus der Acht helfe, sie mit dem Kaiser versöhne und ihre freie und ungestörte Religionsausübung gewähre. Insbesondere dürfe sie nicht zur Annahme des Interims gezwungen werden und müsse alle ihre Freiheiten und Rechte behalten. Die beiden ständischen Deputierten fanden die Forderung nicht unbillig und wollten sich beim Erzbischof verwenden. Die Parteien einigten sich dahingehend, dass die Verhandlungen in Magdeburg fortgesetzt werden sollten. Durch den überraschenden Tod des Erzbischofs am 17. Mai 1550 kam es jedoch nicht zur Fortsetzung der Verhandlung.
Ab September 1550 kam es dann zur Belagerung der Stadt durch Georg zu Mecklenburg und Moritz von Sachsen, die sich bis November 1551 hinzog und dann zu für Magdeburg günstigen Bedingungen endete.